# Scala claustralium
Die Schrift Scala claustralium enthält eine Darstellung der Gebetsform der lectio divina. Der Kartäusermönch Guigo II. († 1193) verfasste diese Schrift vor 1150. Als vorgeblich im geistlichen Leben Unerfahrener wendet er sich mit dieser Schrift an seinen Mitbruder Gervasius von der Kartause Mont-Dieu, den er um Beurteilung und Korrektur seiner Ausführungen bittet.
Ausgehend von dem Vers: „Bittet, so wird euch gegeben; suchet, so werdet ihr finden; klopfet an, so wird euch aufgetan.“ (Mt 7,7 ) erläutert Guigo in der Scala claustralium die traditionellen vier Stufen des Gebets, die er als „Leiter zu Gott“ versteht:
1. lectio (Lesung): Lesung der Bibel
2. meditatio (Meditation): ständige Wiederholung eines Verses verbunden mit Meditation
3. oratio (Gebet): Antwort an Gott
4. contemplatio (Kontemplation): Verweilen in der Gegenwart Gottes und Vereinigung mit ihm

Lange wurde die Schrift Bernhard von Clairvaux oder unter dem Namen Scala paradisi Augustinus von Hippo zugeschrieben. Es gab zwar schon mit Beginn der Neuzeit Zweifel an diesen Zuschreibungen, die Verfasserschaft Guigos wurde aber erst im 20. Jahrhundert nachgewiesen.